# Гурујени (Телеорман)
Гурујени (рум. Guruieni) насеље је у Румунији у округу Телеорман у општини Магура. Oпштина се налази на надморској висини од 62 m.

## Историја
Место је половином 19. века било спахилук српског добротвора Мише Анастасијевића.

## Становништво
Према подацима из 2002. године у насељу је живело 1147 становника, од којих су сви румунске националности.